# 鄭貞美
鄭貞美（韓語：정정미；1969年5月24日—），是韩国法律工作者，担任韩国宪法法院法官。她于2023年3月6日由韩国大法院院长金命洙提名，并于2023年4月17日被总统尹锡悦正式任命为宪法法院法官。她是第六位担任韩国宪法法院法官的女性。
鄭貞美毕业于首尔国立大学法学院和司法研究培训学院第25期后，开始担任仁川地方法院富川分院法官。在接下来的27年里，她担任了首尔、忠清南道、大田和全州地区法院的法官。
2023年，鄭貞美被提名并任命为宪法法院法官，接替李錫兌法官。在她任职期间，她被归类为温和派法官。

## 早年生活和教育
鄭貞美于1969年5月24日出生于釜山，是家中五个孩子中的第三个，另外还有两个兄弟和两个姐妹。鄭貞美的父母原籍庆尚南道河东郡，在鄭貞美出生前搬到了釜山。回忆起童年时光，鄭貞美表示父母虽然贫穷但勤劳，母亲是虔诚的佛教徒，曾对她说“要成佛救一切众生”。鄭貞美读初二时，父母经济拮据，只能在釜山南浦洞卖花维持生计。
鄭貞美于1988年毕业于釜山中区一所私立学校 —— 南星女子高等學校。 鄭貞美随后进入首尔国立大学法学院学习，并于1993年毕业。鄭貞美于同年通过了第35届司法资格考试，并于1996年毕业于司法研修院（第25届）。

## 早期司法生涯
毕业于司法研修院后，鄭貞美被聘为仁川地方法院富川分院法官。在仁川地方法院任职两年后，鄭貞美被调至首尔北部地方法院。 2000年，鄭貞美加入全州地方法院群山分院。自2004年以来，鄭貞美开始担任大田和忠南法院的法官，包括大田地方法院和大田高等法院。2009年至2011年，鄭貞美还担任司法研究培训学院教授。2011年，鄭貞美升任大田地方法院首席法官，并于2014年至2016年担任大田地方法院公州分院院长。鄭貞美任职期间，于2013年、2019年两次被大田律师协会评为优秀法官。2019年，鄭貞美升任大田高等法院法官。
2022年，鄭貞美主持了一起20个月大婴儿性侵谋杀案的上诉审判，引起了公众的广泛关注。2021年6月15日，一被告被指控对其20个月大的继女实施性侵犯、殴打、扭伤手臂并将她扔到墙上等虐待行为。在她因虐待而死后，他将她的尸体藏在冰箱里二十天。当女孩的祖母向警方举报被告人后，被告人逃跑，并于四天后在大田东区的一家汽车旅馆被捕。被告人最初被判有罪，并被判处30年监禁，但检察机关对量刑决定向大田高等法院提出上诉，并请求法院判处其死刑。在审判和上诉过程中，法院共收到900多份诉求和投诉，要求严惩被告。经过上诉审判，由鄭貞美主导的大田高等法院合议庭将被告人的刑期增加至终身监禁。鄭貞美在判决书中表示，“明确侵害无辜儿童生命的人，必然要付出与其罪行相符的代价，并杜绝此类犯罪的再次发生，十分必要”。

## 韩国宪法法院法官

### 提名
2023年1月，韩国最高法院成立宪法法院大法官候选人推荐委员会，推荐接替任期于2023年3月结束的李宣厓和任期于2023年4月结束的李錫兌。2023年2月28日，鄭貞美成为委员会推荐的八名候选人之一。
2023年3月6日，韩国大法院院长金命洙提名鄭貞美接替李錫兌大法官。鄭貞美获提名时，保守派曾表示担心金命洙会选择进步派候选人，并让进步派在九名宪法法院成员中占据六席多数，而宪法审查需要六票才能通过。现任宪法法院法官中，有劉南碩、文炯培、金基潁、李美善等四人是进步研究组织的成员。 在金命洙推荐的8名候选人中，有两位候选人均与进步研究组织有联系。 据报道，鄭貞美的提名缓解了这些担忧，因为鄭貞美被认为是一名温和的法官。鄭貞美获提名后，最高法院中的男女法官比例仍维持在6:3。
2023年3月29日，国会立法司法委员会就鄭貞美的提名举行了听证会。听证会上，共同民主党和国民力量议员均向鄭貞美质询，政府提出的对日本强迫劳动的受害者第三方赔偿提案是否违反了最高法院的赔偿裁定。鄭貞美拒绝批评该提议，她说：“最高法院的裁决宣布了债务人的责任，我认为实际收到钱和实现付款的过程可以是不同的领域。” 当被问及宪法法院最近对检察官调查权的限制时，鄭貞美表示她尊重该裁决，并声称批评法院裁决是出于政治动机是不恰当的。鄭貞美还表示支持以要求举行面对面的听证会为由来签发搜查令。
在回答有关反歧视法的问题时，鄭貞美表示“性少数群体不是对错的问题，而是个人性取向的问题，应作为私事而受到尊重”，同时还指出“在制定法律的过程中，应该先扩大理解范围、解决误解、形成社会共识的过程。”鄭貞美还于2013年因收购庆尚北道清道郡的农田而引发争议。据报道，鄭貞美担任大田地方法院首席法官期间，曾向当地政府提交了一份农业管理计划，声称鄭貞美将用自己的劳动力耕种这片土地。在听证会上被问及该房产时，鄭貞美表示“没有谋取不义之财的意图”，并声称该农场是她的父母以她的名义购买的。
虽然鄭貞美的任命无需国会批准，但国会立法和司法委员会于2023年3月30日通过了一份报告，认定鄭貞美有足够的资格被任命为宪法法院法官。2023年4月17日，鄭貞美从总统尹锡悦手中接过了法官的正式任命书。

### 任职
在担任法官期间，鄭貞美被普遍认为是一位温和、正统的法官。然而，尽管一些新闻媒体将她归类为温和保守派，另一些媒体则指出，她最近的一些裁决表明，她是倾向于进步的温和派。

#### 弹劾裁决
加入法院数月后，鄭貞美加入多数派，以一致多数票驳回了国会对行政安全部长李祥敏的弹劾。尽管国会曾试图让李健熙为2022年首尔万圣节人群踩踏事件负责，但宪法法院认为李祥敏“没有严重违反宪法或法律”。鄭貞美在另一份意见书中指出，虽然李祥敏在灾难发生后的言论违反了维护公务员尊严的义务，但这种违反还不足以成为免除李祥敏职务的理由。
2024年5月30日，鄭貞美与金基潁、文炯培、李美善等法官一起，对宪法法院驳回釜山地方檢察廳副检察长安烔完弹劾案的决定表示反对。国会最初因安烔完报复性起诉首尔市官员而对其提出弹劾。尽管法院九名法官中有五名同意驳回弹劾，但他们的理由存在分歧：三名法官认为没有滥用权力，而两名法官则认为任何违法行为都不足以严重到成为驳回弹劾的理由。鄭貞美和其他持不同意见的法官不同意这一观点，他们认为安烔完不仅滥用了起诉权，而且其严重程度足以支持其被免职。他们表示，“罢免安烔完检察官对维护宪法的利益是如此之大，以至于它超过了罢免他所造成的国家损失，因此安烔完检察官必须被免职。”

#### 禁止反朝鲜传单
2023年9月26日，鄭貞美与其他法官以7比2的多数票在宪法法院作出裁定，禁止散发反朝鲜传单公民运动的刑事禁令违反了宪法对言论自由的限制，并违反了禁止过度惩罚的规定。

#### 政党法
2023年9月26日，宪法法院审理了《政党法》中关于禁止成立地区政党的规定是否违反宪法。虽然鄭貞美等五名大法官以多数票认定该法违宪，因为“该法排除了能够在地区问题上积极反映政治意愿的政党的出现，从而存在阻碍基层民主的风险”，但他们并未达到推翻该法违宪所需的最低六票数。

#### 军事刑法的肛交问题
2023年10月26日，宪法法院审理了《军事刑法》中将肛交定为犯罪的条款是否违宪。虽然这已是该条款的合宪性第四次受到质疑，但最终以5比4的多数票认定该条款符合宪法，而鄭貞美与金基潁、文炯培和李美善等法官一起持违宪的意见。
2024年5月30日，鄭貞美加入以5比4中多数票的行列，该多数票认为针对良心拒服兵役者的替代服役制度符合宪法。虽然36个月的替代性非军事服役期比韩国征兵制度下现役军人所要求的年限要长，但大多数人认为，取消激励逃避兵役的机制是适当的。

#### 世越号渡轮灾难响应
2024年6月2日，宪法法院驳回了两项请愿书，这些请愿书认为政府针对2014年世越号沉没事件采取的救援措施不充分，并且侵犯了他们的基本权利。法院以5比4的投票结果裁定，该诉讼不合时宜，因为涉嫌侵权行为已经发生。如果存在“请求审判的特殊利益”，包括保护宪法秩序或存在侵权行为再次发生的风险，法院有权审理此案，但法院认为这些问题已在先前的诉讼中得到解决，“由于需要对宪法进行解释，因此很难在本案中承认请求审判的特殊利益。” 鄭貞美与金基潁、文炯培和李美善等法官一起持反对意见。他们认为：“在人民的生存权受到类似于世越号沉没事故的大规模海事事故威胁的情况下，国家没能履行保护基本权利义务的问题可能会再次发生。”他们还认为，先前对这起灾难的法院判决并没有解决宪法请愿书中提出的问题。

#### 环境
2024年8月29日，鄭貞美与宪法法院一致多数裁定，《碳中和框架法》未能设定2031年以后的温室气体减排目标，违反宪法，因为未能保护基本权利。尽管鄭貞美与其他四名法官一样，也认为该法案的2030年减排目标不充分且违宪，但他们没有达到推翻该法案这一部分所需的六票。

## 个人生活
1997年，鄭貞美结婚。育有三个女儿。